# ノラ・オドネル
ノラ・モラハン・オドネル（英語: Norah Morahan O'Donnell、1974年1月23日 - ）はアメリカのテレビジャーナリストで、現在は『CBSイブニングニュース』のアンカーであり、『60ミニッツ』の特派員である。『CBSディス・モーニング』の元共同アンカー、CBSニュースのホワイトハウス主任担当記者（Chief White House Correspondent）、CBSの日曜朝の番組『フェイス・ザ・ネイション』の代替ホストなど、キャリアを通じていくつかの主流メディアと仕事をしてきた。

## 幼少期と教育
ノーリーン・バーナデット（オケイン）（Noreen Bernadette (O'Kane)）と、医師でアメリカ陸軍士官のフランシス・ローレンス・オドネル（Francis Lawrence O'Donnell）の娘として、ワシントンD.C.で生まれた。両親は両方ともアイルランド系で、ルーツはデリー、ベルファスト、ドニゴールである（つまり、アイルランド国境の両側の子孫である）。祖父母のうち3人は移民であり、母方の祖父はアメリカに16年間不法滞在していた。ノラが3歳の時、家族はテキサス州サンアントニオに引っ越した。10歳の時、家族はソウルで2年間を過ごし、父親が龍山基地で働くことになった。ノラは小学生の頃、韓国教育開発研究院（Korean Educational Development Institute）で英語のレッスンを録画することから放送業界でのキャリアをスタートさせた。家族はサンアントニオに戻り、ダグラス・マッカーサー高校に通い、1991年に卒業した。その後、ジョージタウン大学に進学し、1995年に哲学の学士号を取得し、2003年にリベラル・アーツの修士号を取得して卒業した。

## キャリア

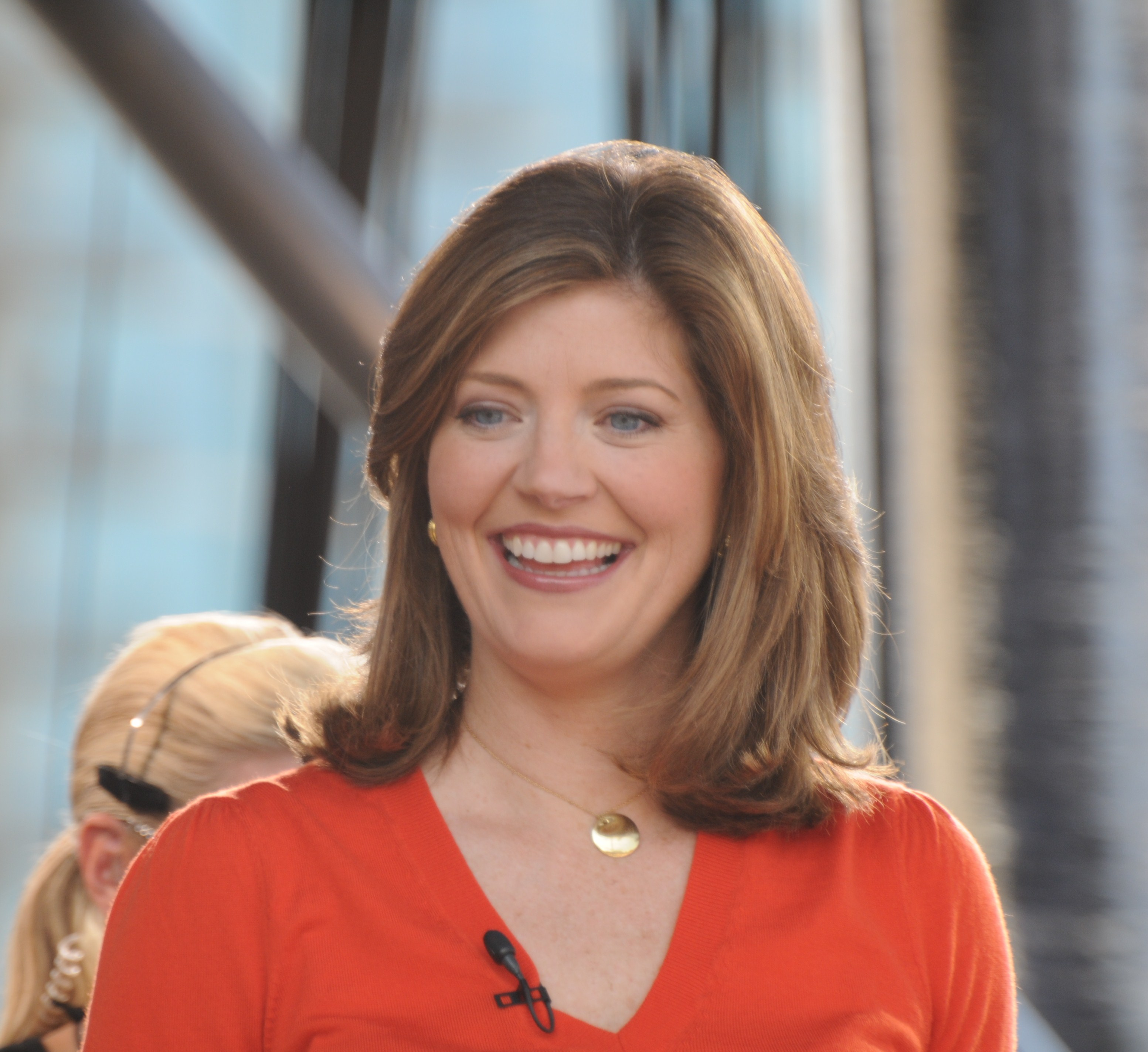
2008年のオドネル

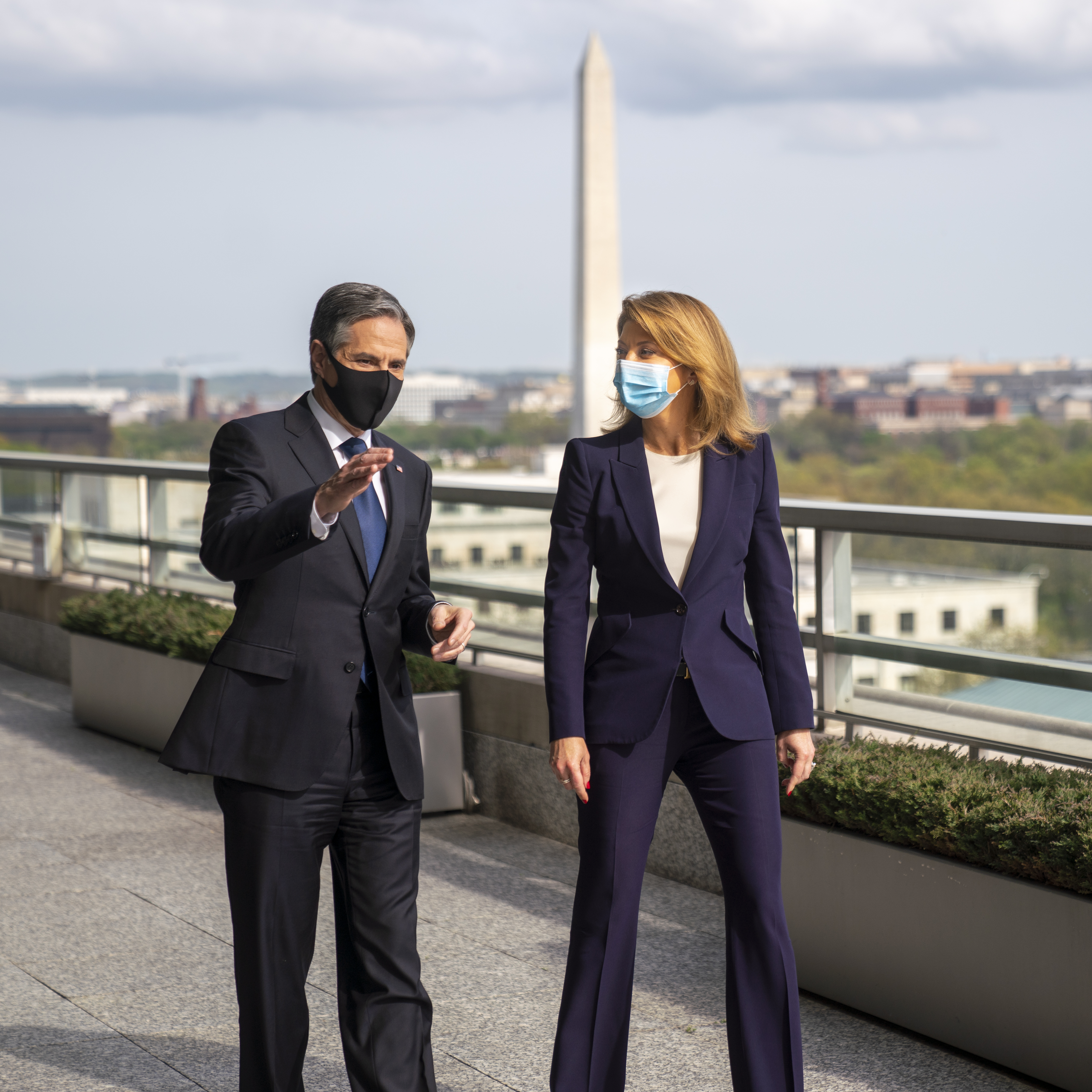
2021年4月にアメリカ合衆国国務省でアントニー・ブリンケン国務長官と会談するオドネル。

オドネルは「ロール・コール」のスタッフライターとして働き、そこで議会を取り上げた。キャリアの12年間をNBCネットワークで過ごした。『トゥデイ・ショー』のコメンテーター、MSNBCのワシントン主任担当記者（Chief Washington Correspondent）、NBCニュースのホワイトハウス担当記者であるオドネルは、『MSNBCライブ』の寄稿アンカーや『ウィークエンド・トゥデイ』のアンカーも務めた。『NBCナイトリーニュース』、『ザ・トゥデイ・ショー』、『デイトラインNBC』、MSNBCなど、様々なNBCニュースの放送についてリポートした。『ハードボール・ウィズ・クリス・マシューズ』のホストとしてクリス・マシューズの代役を務め、『クリス・マシューズ・ショー』のレギュラー評論家だった。
CBSに入社して以来、2011年10月10日を皮切りに、『CBSイブニングニュース』でスコット・ペリーの代役を何度も務め、最高視聴率の番組のいくつかでアンカーを務めてきた。2011年と2012年にホワイトハウス担当記者を務め、2012年秋には『CBSディス・モーニング』の共同アンカーになった。2019年5月6日、CBSニュース社長のスーザン・ジリンスキーは、オドネルが同年7月15日から始まる『CBSイブニングニュース』のアンカー兼編集長に指名され、同ネットワークの政治イベントの主要アンカーにもなり、『60ミニッツ』の寄稿特派員としても継続すると発表した。コニー・チャンとケイティ・クーリックに続いて、同番組の平日のアンカーを務める3人目の女性になった。『CBSディス・モーニング』のオドネル最後の放送は、2019年5月16日だった。2022年4月8日、CBSニュースとの契約を延長し、2024年の大統領選挙以降も『CBSイブニングニュース』のアンカーを務める。

### キャリアタイムライン
- 1984年：韓国教育開発研究院語学講師[4][14]
- 1994年 - 1996年：ナショナル・エンパワーメント・テレビジョン（英語版）、『ヤングブラッズ（Youngbloods、番組）』パネリスト
- 1999年 - 2011年：NBCニュース/MSNBC
  - 1999年 - 2011年：ワシントン支局記者
  - 1999年 - 2011年：『ウィークエンド・トゥデイ（英語版）』ローテーションニュースアンカー
  - 1999年 - 2011年：『MSNBCライブ（英語版）』代理アンカー
  - 2000年 - 2011年：『デイトラインNBC』寄稿特派員
  - 2003年 - 2011年：NBCニュース ホワイトハウス担当記者
  - 2005年 - 2011年：MSNBCホワイトハウス主任担当記者
- 2011年 - 現在：CBSニュース
  - 2011年 - 2012年：ホワイトハウス担当記者
  - 2011年 - 2019年5月：『CBSイブニングニュース』の代理アンカー
  - 2012年9月 - 2019年5月：『CBSディス・モーニング』共同アンカー
  - 2011年 - 現在：『フェイス・ザ・ネイション』代理ホスト兼特派員
  - 2013年 - 現在：『60ミニッツ』特派員
  - 2019年 - 現在：『CBSイブニングニュース』アンカー兼編集長
  - 2019年 - 現在：『CBSオーバーナイトニュース』アンカー

## 私生活

### 家族
オドネルは、2001年6月に結婚したレストラン経営者の夫、ジェフ・トレーシー（D.C.のレストラン「シェフ・ジェフズ（Chef Geoff's）」のオーナー）と一緒に、ワシントンD.C.とニューヨーク市のアッパー・ウエスト・サイド地区に住んでいる。2人は一緒にジョージタウン大学に通っていた時に出会った。2007年5月20日、オドネルとトレーシーは双子の親になり、グレース（Grace）とヘンリー（Henry）と名付けた。2008年7月5日に3番目の子供である娘のライリー・ノラ・トレーシー（Riley Norah Tracy）が生まれた。オドネルは、自身の娘のファーストネームは、ライリーが生まれる3週間前に亡くなったティム・ラッサートによって提案されたと述べた。オドネルとトレーシーは、2010年8月31日にリリースされた「ベイビー・ラブ：赤ちゃんと幼児のための健康的で簡単、おいしい食事（Baby Love: Healthy, Easy, Delicious Meals for Your Baby and Toddler）」というタイトルの親向けの料理本を著した。

### 健康
2016年秋、オドネルはメラノーマ皮膚がんと診断された。正式な診断は「上皮内黒色腫」であり、がんが表皮に留まり、まだ真皮に拡がって転移していないことを意味する。すぐに手術を受け、「背中の左上隅から3インチの長さの皮膚片」が切除された。後に、リスクが高いため、「3〜4ヶ月毎に」定期的な皮膚検査と「複数の皮膚生検」を受けていると述べた。診断以来、オドネルはスキンケアの提唱者になり、他の人、特に女性に定期的な皮膚科の検査を受け、日焼け止めを使用するなどの適切なスキンケアルーチンを実践することにより、肌のより良いケアを行うよう奨励している。2017年に『CBSディス・モーニング』で皮膚科医との診断について率直に話した。

## 賞と表彰
「ワシントニアン・マガジン」は、オドネルをワシントンで最も影響力のある100人の女性の1人に挙げた。「アイリッシュ・アメリカン・マガジン（Irish American Magazine）」の2000年の「トップ100のアイルランド系アメリカ人（Top 100 Irish Americans）」リストにも選ばれた。
2001年9月11日夜に放映された『デイトラインNBC』の記事「DC In Crisis」のニュース速報報道でシグマ・デルタ・カイ賞を受賞した。
2008年にNBCニュースの選挙の夜の報道チームの一員として、ニュース速報記事の優れたライブ報道 - 長編のカテゴリでエミー賞を受賞した。また、ニュース放送の優れた調査リポートのカテゴリで、『CBSディス・モーニング』の「空軍士官学校での性的暴行」に関する6ヶ月の調査とリポートに対して、2018年にエミー賞を受賞した。同年、この記事はホワイトハウス記者協会からエドガー・アラン・ポー賞の名誉ある言及を与えられた。